# Podhradík
Podhradík je obec na Slovensku v okrese Prešov. V roce 2010 zde žilo 373 obyvatel, rozloha katastrálního území činí 10,56 km².

## Poloha
Obec leží 12 kilometrů východně od města Prešov, na severozápadním úpatí Slanských vrchů podél potoka Šebastovka. Západní část území je pahorkatina, východní členitá hornatina s hlubokými údolími na sopečných horninách. Nadmořská výška se pohybuje v rozmezí 420 až 1025 m n. m., střed obce se nachází v nadmořské výšce 440 m, konec obce pod Dubovou horou je ve výšce 580 m.
Území obce je v západní části odlesněno a ve východní části je souvislý lesní porost s převládajícím dubem a bukem. Lesní porost se rozprostírá na ploše 733 ha, zemědělská půda zaujímá plochu 391 ha.
Obec sousedí s obcemi Vyšná Šebastová, Okružná, Teriakovce a Ruská Nová Ves.

## Historie
První písemná zmínka o obci pochází z roku 1363, kde je jmenována pod názvem Waralia, později ojediněle Šebeš Waralia. Maďarský název je podle majitelů území a je dokladem, že obec vznikla pod hradem Šebeš. Pozdější názvy: Waryala z roku 1427, Podhracz (1773), Schebesch, Podhzaz (1786 a do roku 1927 jako Šebeš, maďarsky Sebesváralja.
V roce 1315 byl majiteli rod Sinkovců od roku 1491 patřil městu Prešov. V roce 1787 bylo v obci 37 domů a 251 obyvatel, v roce 1828 čtyřicet jedna domů a 341 obyvatel. V roce 1890 vypukla v obci epidemie cholery, při které zemřelo 18 lidí. V roce 1925 byla postavena škola. V období druhé světové války v okolí obce operovaly partyzánské skupiny. V roce 1950 byla zahájená autobusová doprava a v roce 1958 postaven železobetonový most, další v roce 1965. V roce 1960 bylo založeno JRD a započala výstavba kravína, prasečáku a drůbežárny. V roce 1976 byl zaveden vodovod a provedena rekonstrukce školy na mateřskou školku se školní jídelnou. V letech 1995–1996 byla provedena plynofikace obce.
V roce 1994 byl postaven nový kostel Svaté Trojice na místě původního kostela z roku 1755, který byl zbořen v roce 1992.
Hlavní obživou bylo zemědělství, chov dobytka a práce v lesích. Po druhé světové válce, kromě zemědělství, práce v průmyslových podnicích v Prešově.

## Ostatní
V obci se nachází kulturní památky hrad Šebeš a začátek přírodní rezervace Dubová hora. K hradu vede naučná stezka a turistická  zelená trasa.

## Galerie

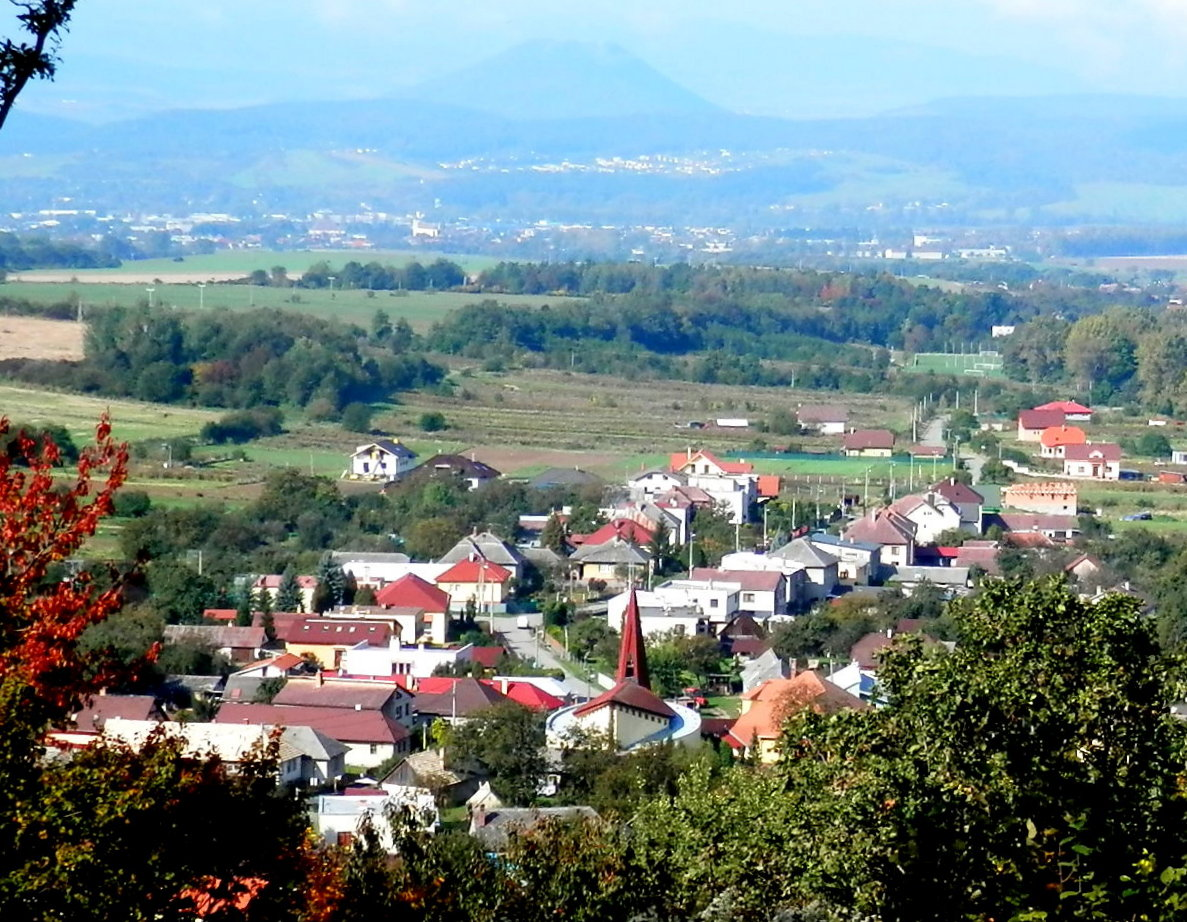
Podhradík
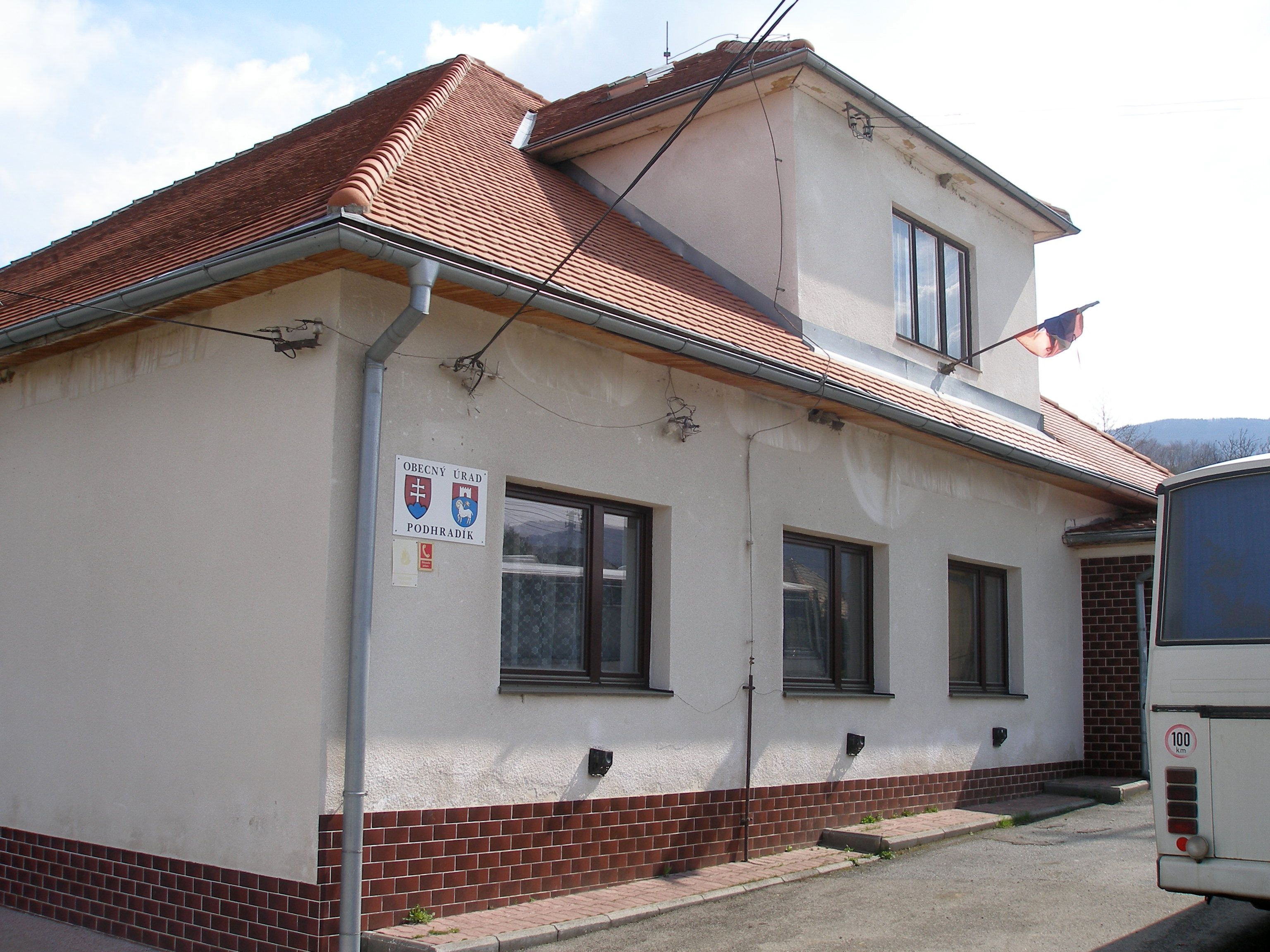
Obecní úřad
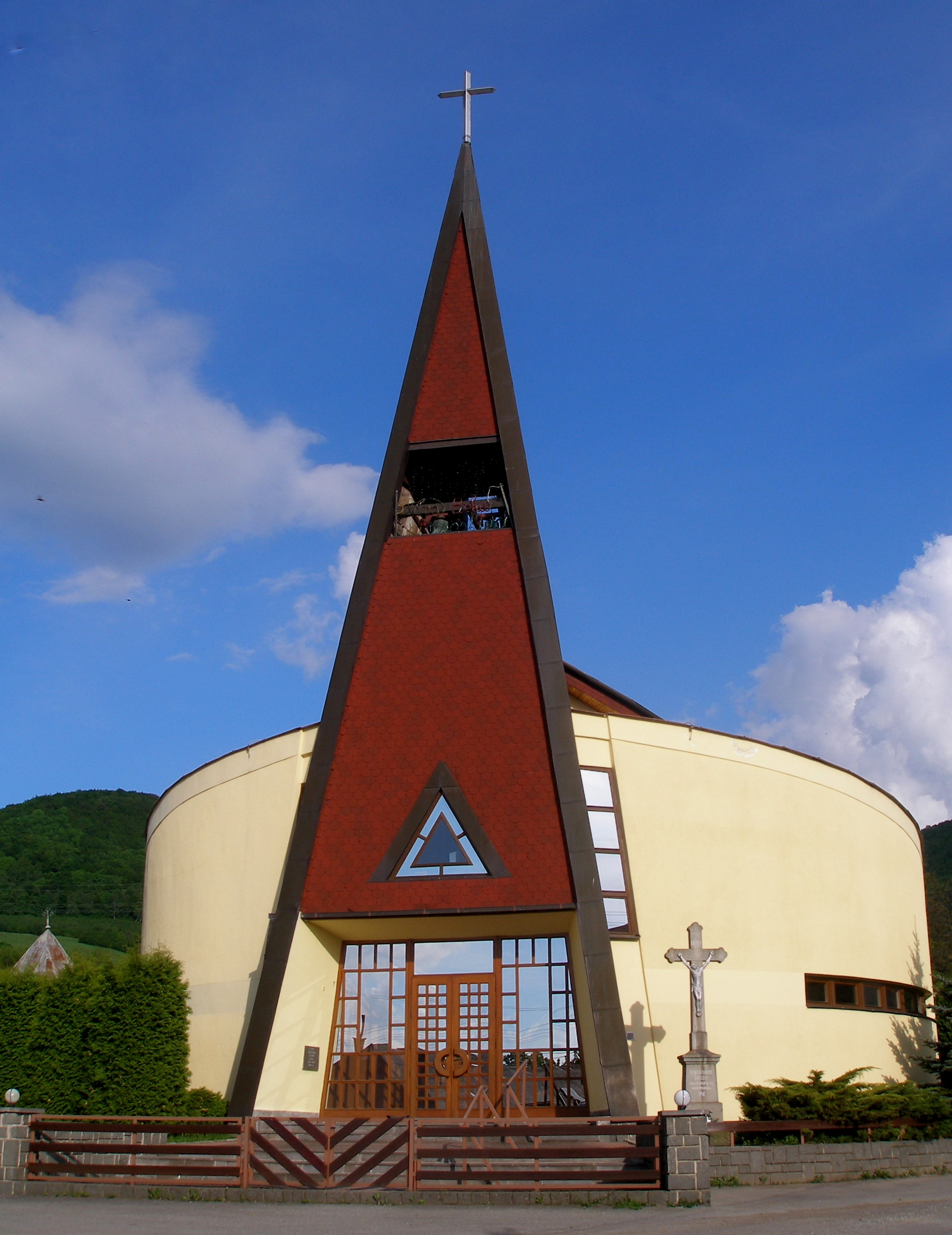
Nový kostel
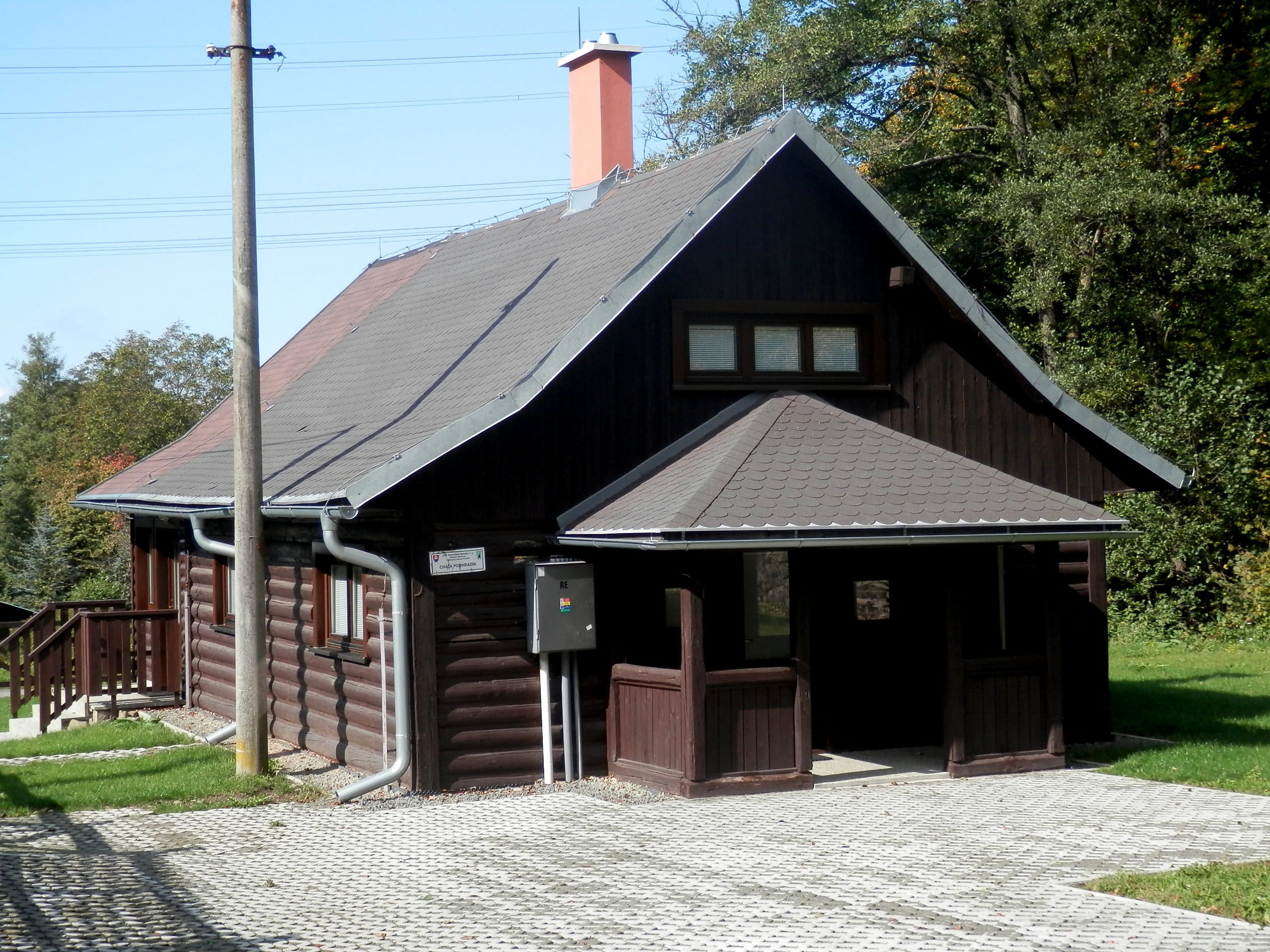
Chata Podhradík